# Chrysolina latecincta
Chrysolina latecincta é uma espécie de artrópode pertencente à família Chrysomelidae.